# Ceilodiastrophon
Ceilodiastrophon là một chi bướm đêm thuộc họ Erebidae.